# VIII Brygada Kawalerii
VIII (XVIII) Brygada Kawalerii (VIII / XVIII BK) – brygada kawalerii Wojska Polskiego II RP.

## Historia brygady
VIII Brygada Kawalerii została sformowana latem 1924 w składzie 1 Dywizji Kawalerii. Dowództwu VIII BK w Wołkowysku podporządkowano stacjonujący w tym samym garnizonie 3 pułk strzelców konnych i 10 pułk Ułanów Litewskich z Białegostoku.
W kwietniu 1926, w związku z utworzeniem 8 SBK, przemianowana została na XVIII Brygadę Kawalerii.
8 lutego 1929 roku brygada została rozformowana. 10 pułk Ułanów Litewskich podporządkowany został dowódcy BK „Białystok”, a 3 pułk strzelców konnych – dowódcy BK „Baranowicze”.

## Obsada personalna Dowództwa VIII BK
Dowódcy brygady:
- płk kaw. Michał Ostrowski (1 VI 1924[1] - III 1929)

## Organizacja pokojowa VIII BK
- dowództwo VIII (XVIII) Brygady Kawalerii w Wołkowysku
- 10 pułk Ułanów Litewskich w Białymstoku
- 3 pułk strzelców konnych im. Hetmana Polnego Koronnego Stefana Czarnieckiego w Wołkowysku